# Bathythrix aerea
Bathythrix aerea är en stekelart som först beskrevs av Johann Ludwig Christian Gravenhorst 1829.  Bathythrix aerea ingår i släktet Bathythrix och familjen brokparasitsteklar. Arten är reproducerande i Sverige. Utöver nominatformen finns också underarten B. a. divisa.